# اونوره دومیه
اونوره دومیه (به فرانسوی: Honoré Daumier) ‏ (۲۶ فوریه ۱۸۰۸ - ۱۰ فوریه ۱۸۷۹) یک نقاش واقع‌گرای فرانسوی بود که علاوه بر نقاشی در زمینه‌های مجسمه‌سازی، چاپ و کاریکاتور نیز فعالیت داشت. بیشتر آثار وی اجتماعی یا سیاسی هستند.
انوره دومیه یکی از کسانی بود که در ان زمان برای اولین بار در نمایشگاه‌ها حضور یافت. دومیه به عنوان یک کاریکاتوریست شهرت داشت اما به عنوان یک نقاش عملاً نا شناخته بود. حدود سال ۱۸۳۰ لیتوگراف‌های او در روزنامه‌های پاریسی به‌طور مرتب چاپ می‌شدند. ظهور جامعهٔ بورژوایی با سواد و بزرگ و فرایند چاپ و کاغذ ارزان باعث ایجاد روزنامه به شکل مدرن امروزی شد. کم‌کم، روزنامه‌ها با استفاده از لیتوگرافها و تصاویر گراوورها ی چوبی مصور شدند و این امر به محبوبیت آن‌ها افزود. دومیه بیشتر برای روزنامه‌های سوسیالیستی، کاریکاتور و شاریواری، کار می‌کرد که هر دو به طنز اجتماعی و سیاسی می‌پرداختند. برای دومیه که علاقهٔ شدیدی به انگیزه‌های اجتماعی داشت و زندگی اش را صرف نمایان کردن شرارت‌ها و بدی‌ها کرده بود، از فعالیت‌های سرکوب گرایانه و فساد و در دولت تا طمعکاری و خودسری تازه به دوران رسیده‌ها، این همکاری بسیار مناسبی بود. لیتوگراف‌های هوشمندانهٔ او به سرعت و با دقت حرفه‌ها، طبقات و گونه‌های اجتماعی را که در پاریس رو به رشد و تغییر ظهور می‌افتند، مستند می‌کرد که از بعضی جهات با توضیحات واقعی و طولانی رسانه‌های فیزیولوژی همتراز بودند. شخصیت پردازی او پیش‌بینی گونه‌های اجتماعی بود که بعدها در دهه‌های ۱۸۶۰ و ۱۸۷۰ در آثار رئالیست‌ها و امپرسیونیست‌های شهری دیده شد.

## نقد اثر
چشمان تیز، لحن پر کنایه و تند و بیان کوتاه و واضح او را می‌توانیم در «خلاص کردن این یکی امن است!» به خوبی ببینیم. این تصویر در سال ۱۸۳۴ پس از شورش کارگران در پاریس که باعث مرگ تعداد زیادی از فقرا و شهروندان بیگناه شد، خلق شد. در این تصویر، کاریکاتورشاه لویی فیلیپ بسیار چاق و گلابی شکل باز نمایی شده‌است که بالای سر کارگری لاغر و زنجیر شده، نبض او را می‌گیرد پس از اینکه ضرباتی احساس نمی‌کند، اعلام می‌کند که او اکنون برای رفتن آماده است. بی شک دومیه قصد داشت به عنوان یک نقاش عالی تلقی شودو با این ذهنیت، او در نمایشگاه‌های ۱۸۴۹ و ۱۸۵۰–۱۸۵۱ نقاشی‌های زیادی را به نمایش گذاشت. هر چند، نادیده گرفته شد. در ادامهٔ عمرش برای خودش نقاشی کشید و فقط یک بار دیگر، یک سال پیش از مرگش در نمایشگاهی در یک گالری خصوصی حضور یافت؛ بنابراین نقاشی‌های او اصولاً ناشناخته بودند. به نظر می‌رسد که در دههٔ ۱۸۴۰، دومیه خودش نقاشی را آموخت.

## خصوصیت آثار
بر خلاف آثار تجاریش، رنگ روغن‌های او همدردی و دلسوزی ناب‌اند. او پر از کنایه و طنز بود و با تکیه بر توانایی اش در کاریکاتور در بازنمایی موجز و آشکار شخصیت‌ها و گونه‌ها، به طرز فوق‌العاده‌ای روانشناسی زندگی شهری معاصر را نمایش داد که در واگن درجه سه که حدود سال ۱۸۶۳ خلق شده‌است، به خوبی دیده می‌شود.

## نقد اثر

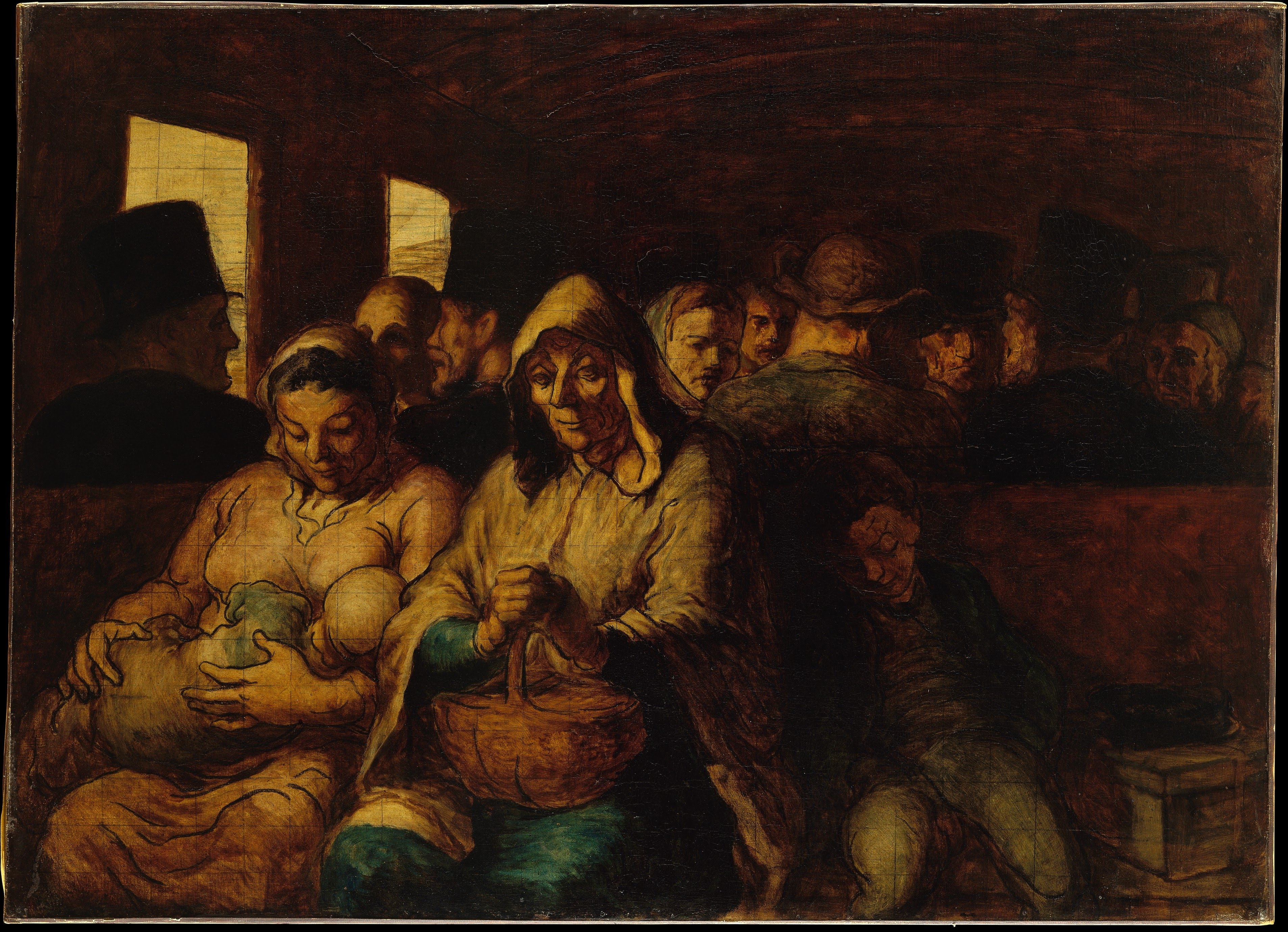
واگن درجه سه

در اینجا او مشخصا شرایطی مدرن را نشان داده‌است: «جمعیت تنها»، گروهی از کارگران که در واگن درجه سه قطار، به صورت فشرده جا داده شده‌اند و به جای صندلی‌های مخملی و جادار واگن‌های درجه اول روی نیمکت‌های خشک و سخت نشسته‌اند. تیپ‌های متفاوت، همگی ناشناس، و بخشی از جمعیت روبه رشد شهری، رنج رفت‌وآمد روزانه‌شان را تاب می‌آورند. مرکز تصویر خانوادهٔ خسته‌ای که در پیش زمینه به تصویر کشیده شده‌اند. آن‌ها ساده‌تر و فقیر تر از برژواهای خرده پشت سرشان هستند و به نظر نمایندهٔ فقرای روستایی بی‌خانمان هستند که به دنبال فرصتی بهتر به پاریس آماده‌اند و اکنون به قربانیان شهرنشینی مدرن تبدیل شده‌اند. ساکت و خسته، آن‌ها در تیرگی و نومیدی ای مبالغه‌آمیز گرفتار شده‌اند و از نور درخشان پنجره‌ها جا مانده‌اند. اما دومیه آن‌ها را با وقار و شکیبا نشان داده‌است، چرا که دو زن استواری و عظمتی را دارند که در برزگر ژان فرانسوا میله نیز دیده شد. آنچه خانواده روستایی ساده به نظر می‌آید به تمثیل مادر، فرزند (کنایه از مریم مقدس و مسیح) و سن آلیصابات تبدیل شده‌است. مانند میله، که در مورد ستایش دومیه بود او متناوباً رومانتیک یا رئالیست خطاب می‌شد و نقاشی‌ها یش نیز ترکیبی از موضوعات رئالیستی و شفقت نمایان رمانتیک بودند.

## نگارخانه

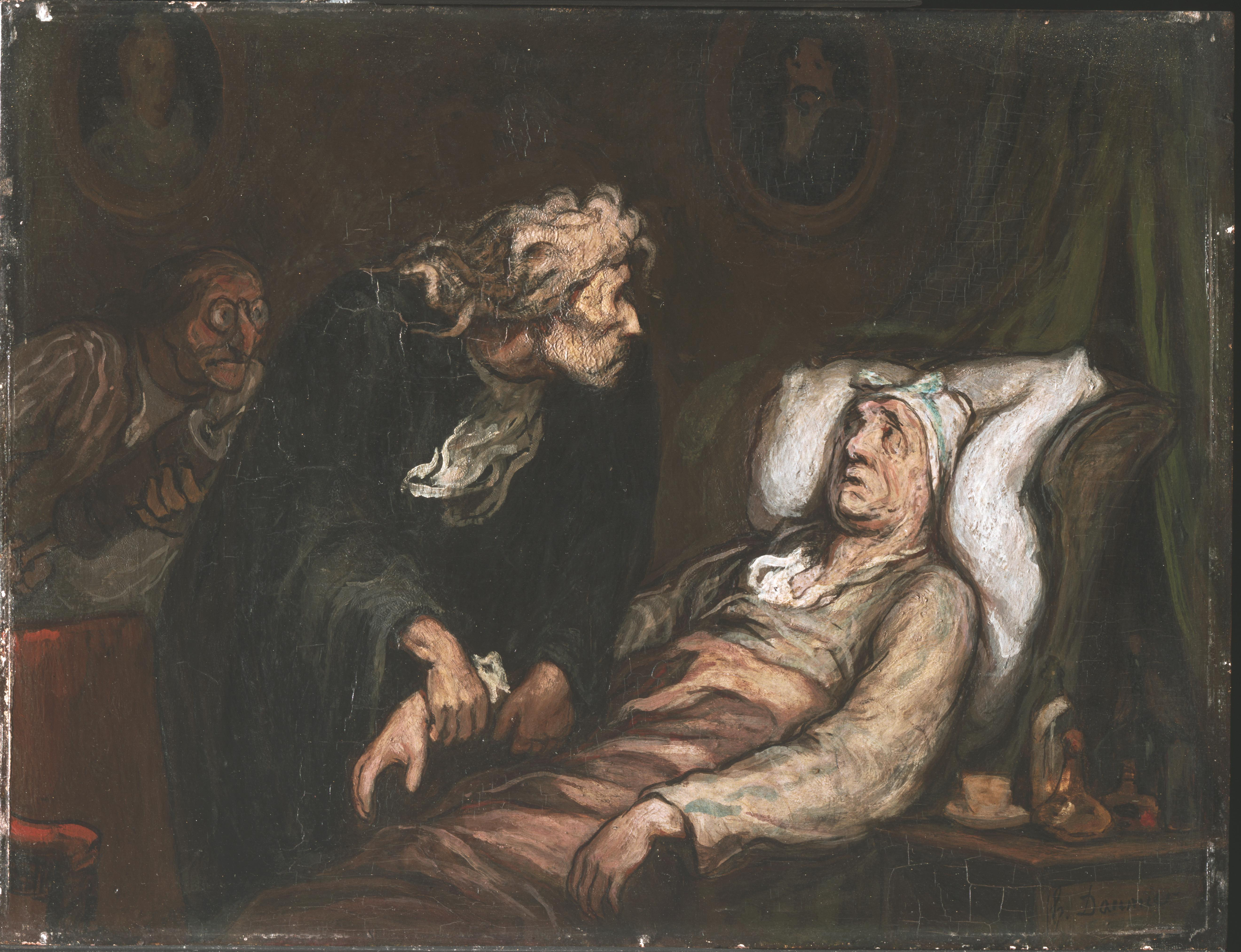
بیمار خیالی. رنگ‌روغن روی بوم، قبل از ۱۸۷۹.
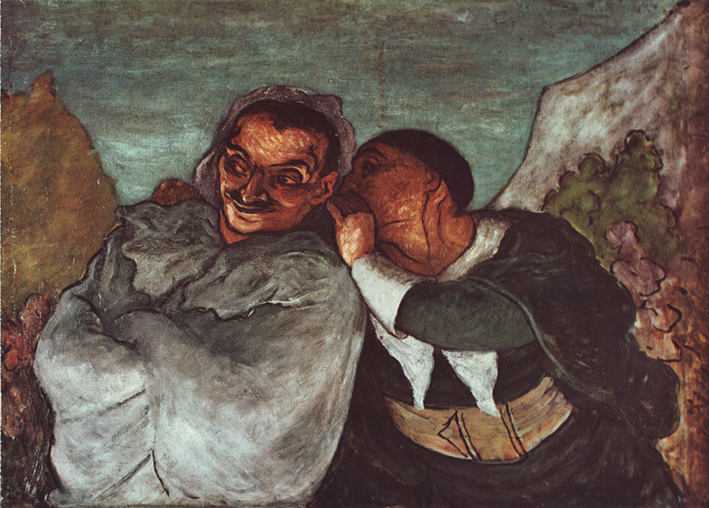
کریسپین و اسکاپین. رنگ‌روغن روی بوم، ۱۸۶۰.
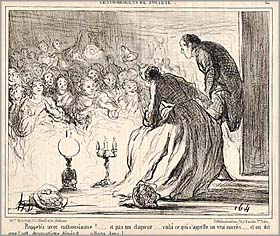
اجتماع طنزپردازان. چاپ، ۱۸۵۸.
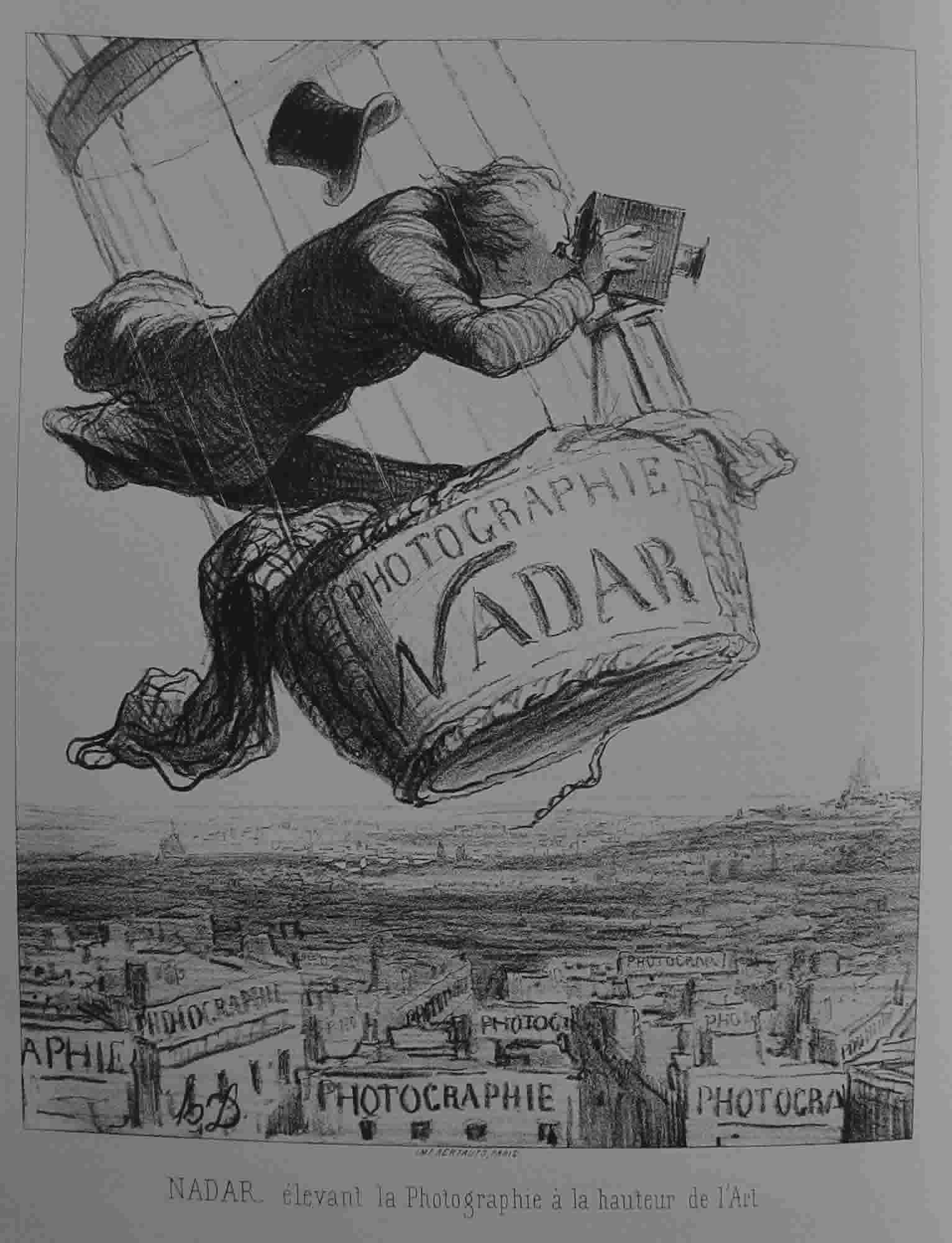
نادار عکاسی را به هنر ارتقا می‌دهد. چاپ، ۱۸۶۲.
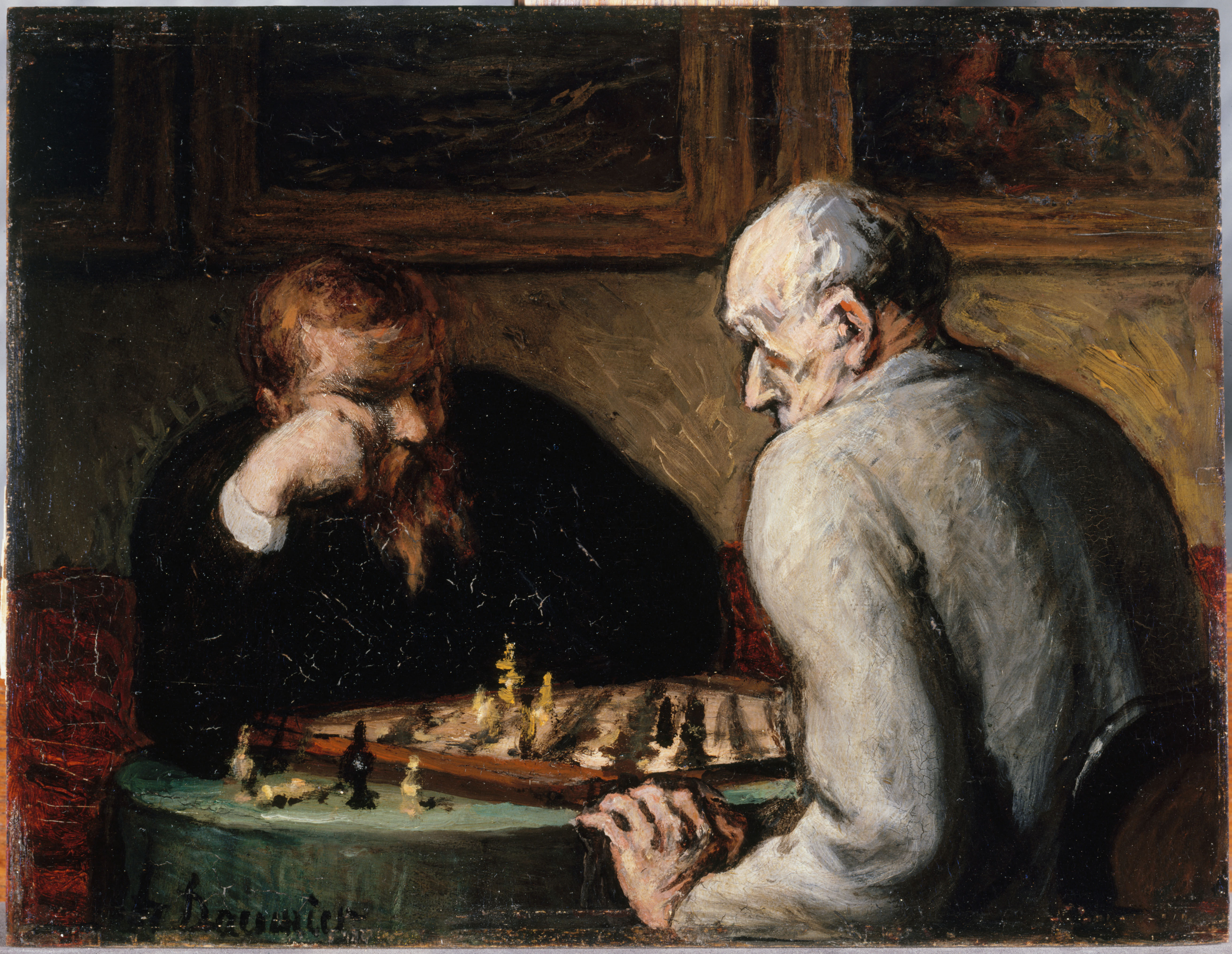
شطرنج‌بازان. رنگ‌روغن روی بوم، ۱۸۶۳.
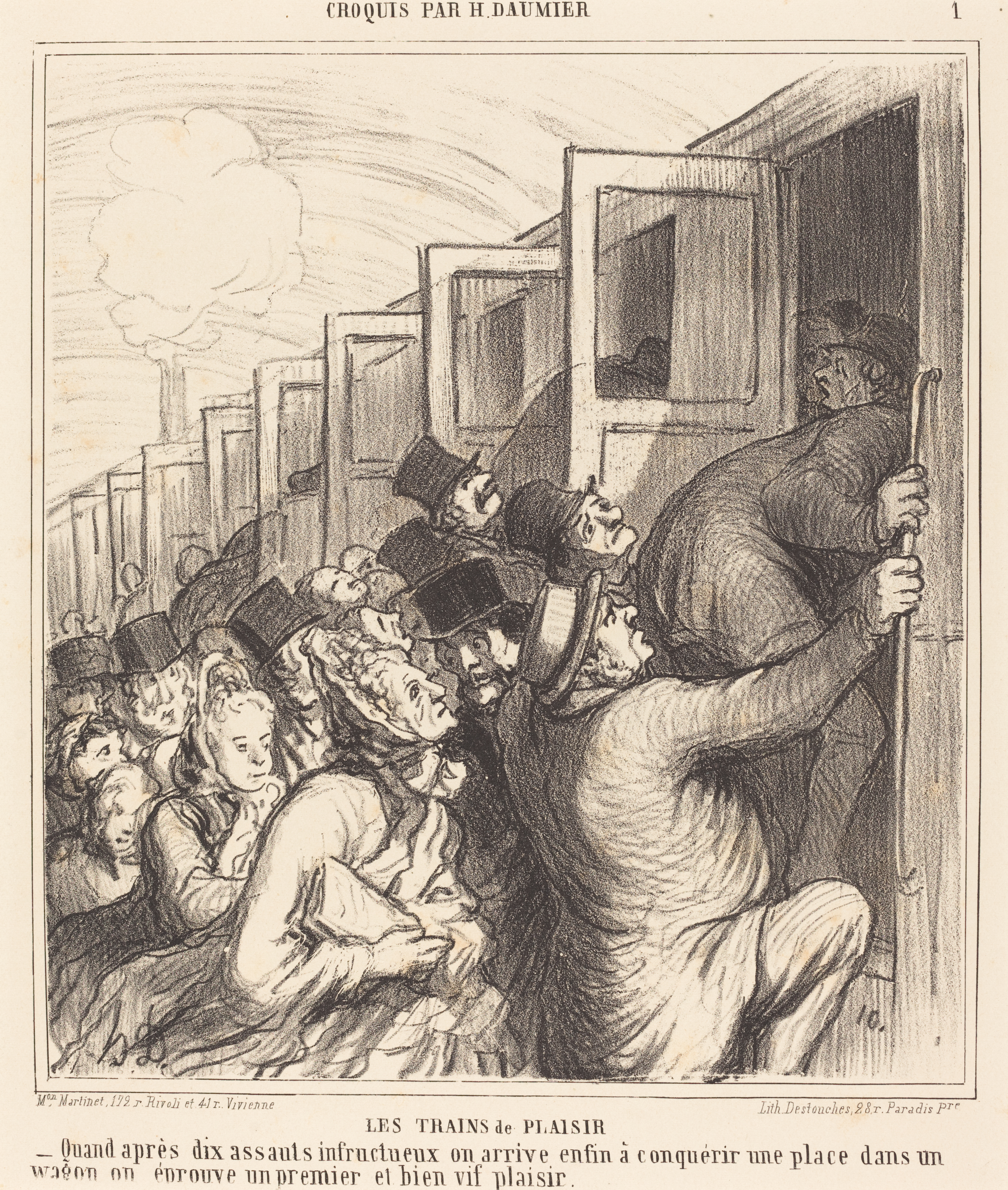
قطارهای خوشی. چاپ، ۱۸۶۴.
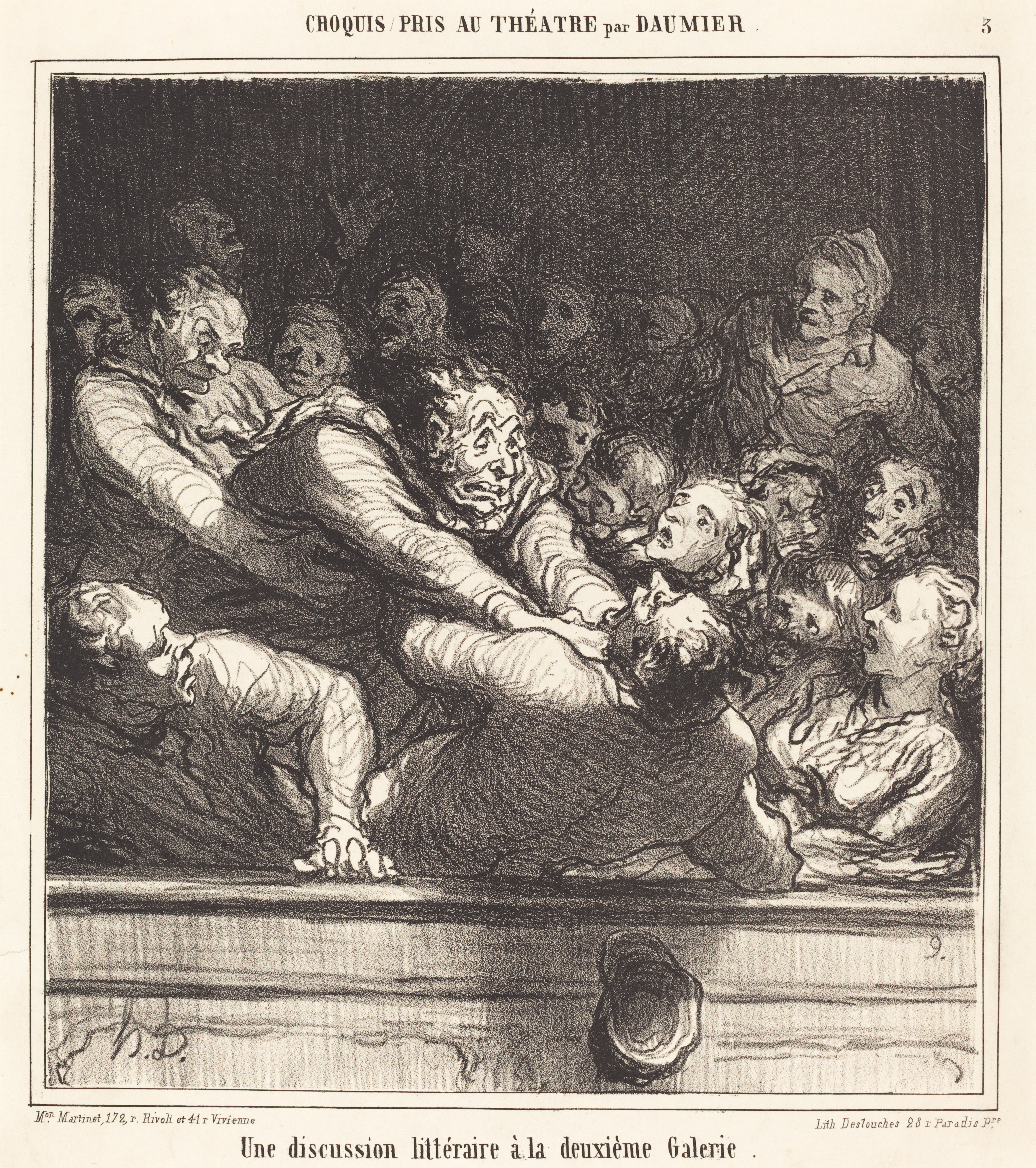
یک مناظره ادبی در نگارخانه دوم. چاپ، ۱۸۶۴.
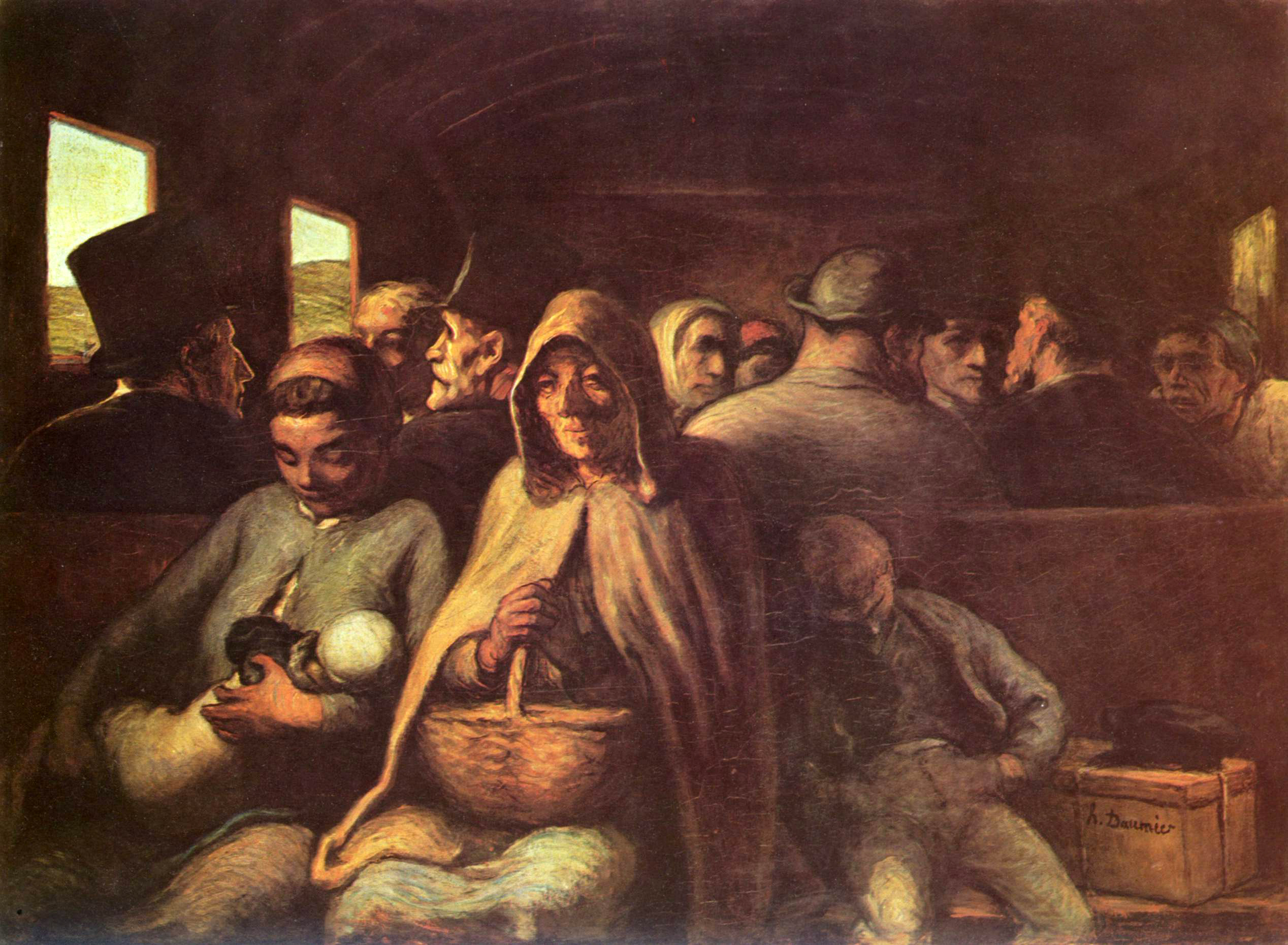
واگن درجه سه. رنگ‌روغن روی بوم، ۱۸۶۴.
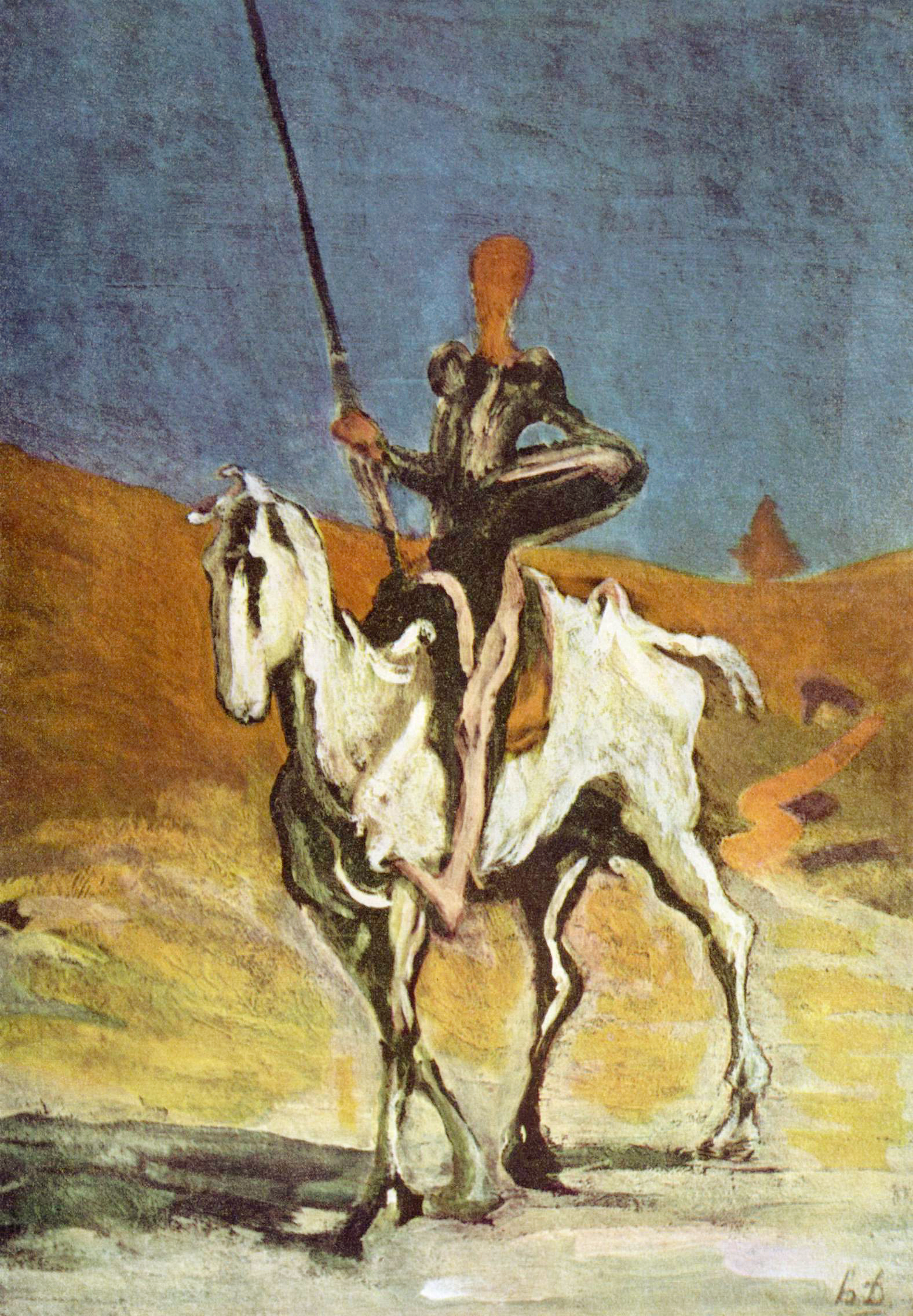
دن کیشوت. رنگ‌روغن روی بوم، ۱۸۶۸.
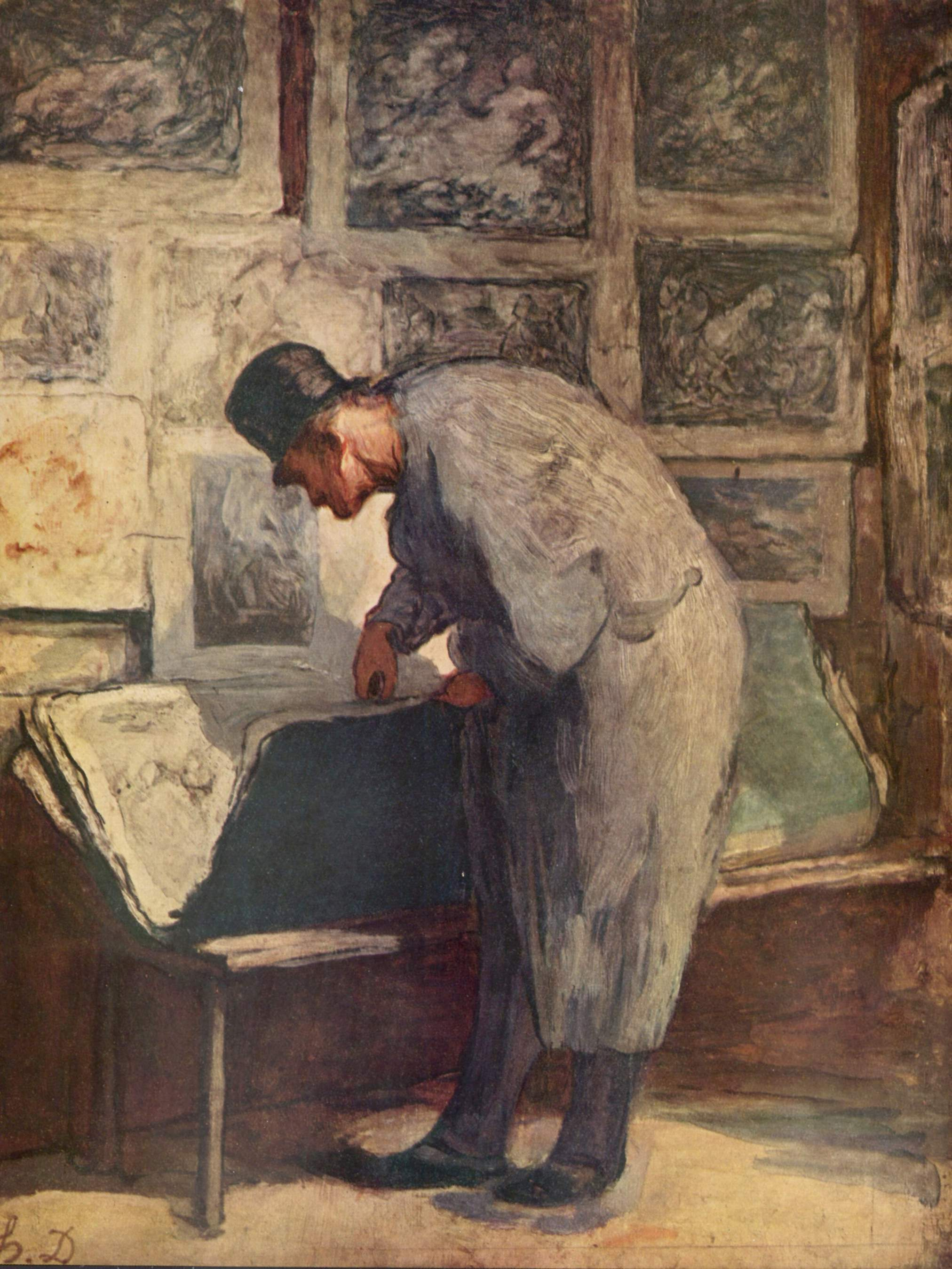
شیفتهٔ چاپ. رنگ‌روغن روی بوم، حدود ۱۸۵۷-۱۸۶۰.
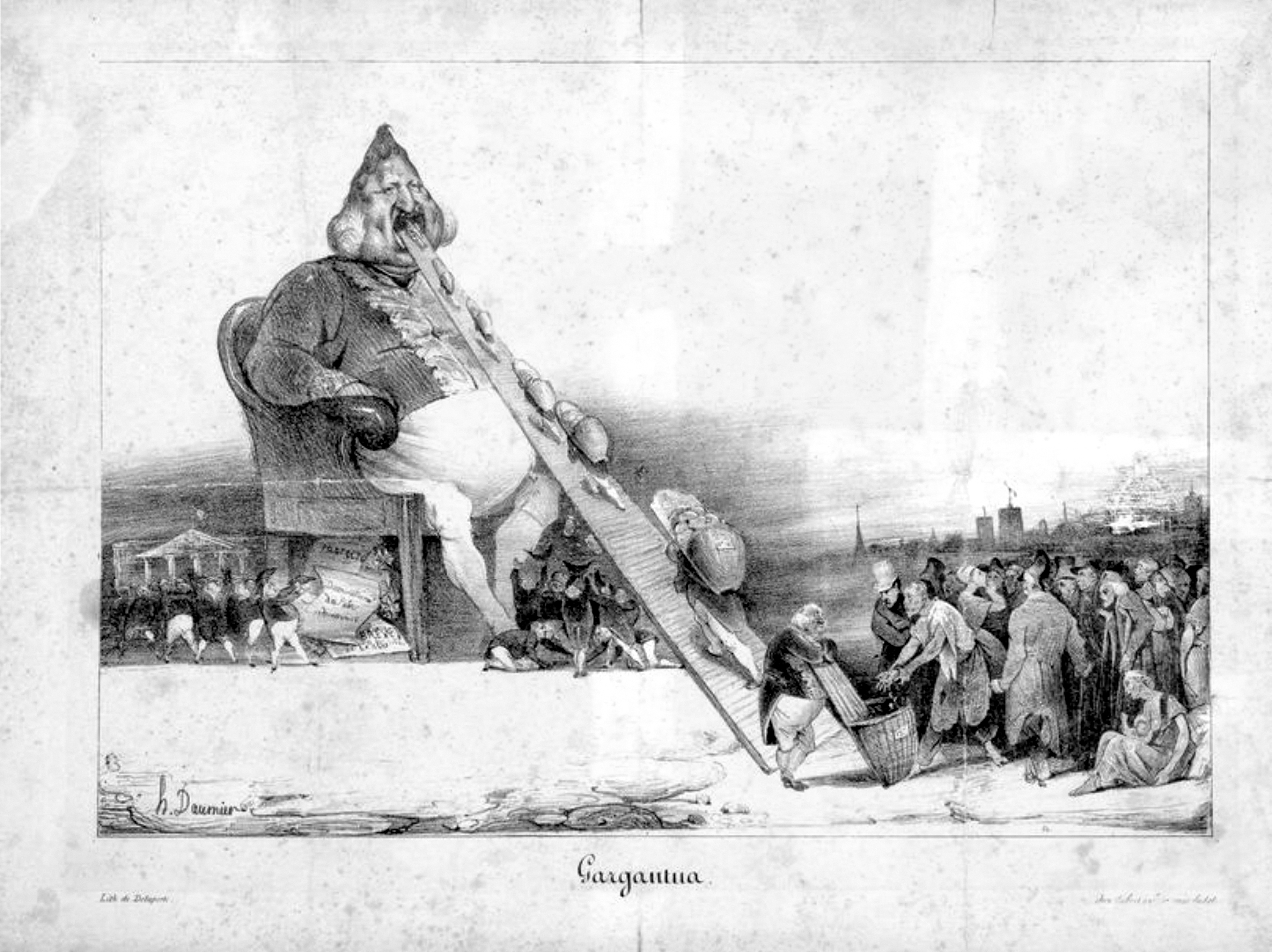
گارگانتوا. چاپ، ۱۸۳۱.
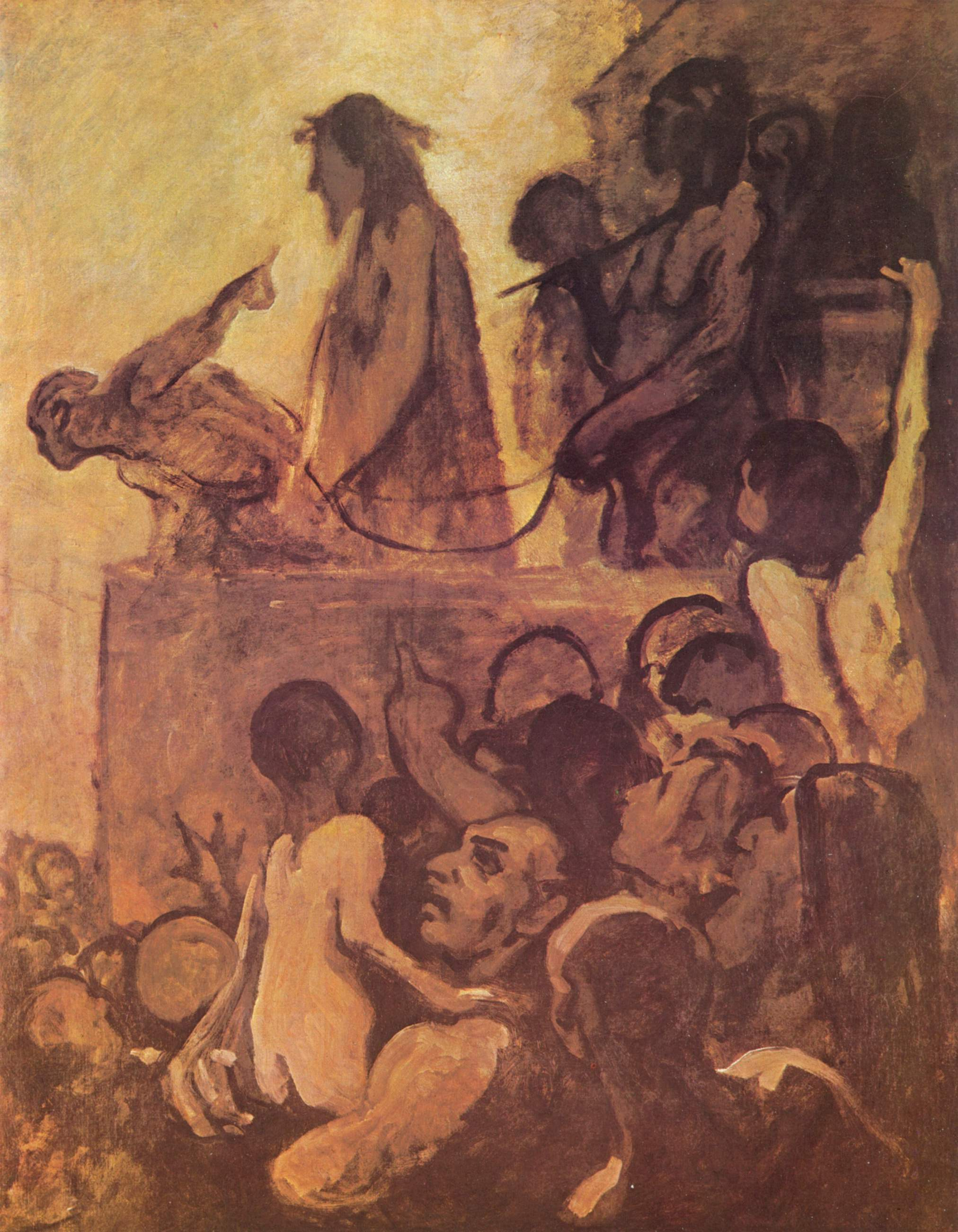
اینک انسان.
رنگ‌روغن روی بوم، ۱۸۵۰.